# Hissène Habré
Hissène Habré (også stavet Hissen Habré) (født 1942 i Faya Largeau, Tchad, død 24. august 2021 i Dakar, Senegal) var Tchads præsident i perioden 7. juni 1982 til 1. december 1990. Før det var han regeringschef i perioden 29. august 1978 til 23. marts 1979. Habré blev styrtet i et militærkup i 1990 og blev erstattet af præsident Idriss Déby.
Habré konsoliderede sit diktatur gennem et magtsystem baseret på korruption og vold og anslagsvis er 40.000 mennesker blevet dræbt under hans styre. Habré levede i eksil i Senegal og i september 2005 blev han begæret udleveret af en belgisk domstol med henblik på at blive stillet for retten for forbrydelser mod menneskeheden.
I maj 2016 blev han af en domstol i Senegal fundet skyldig i forbrydelser mod menneskeheden, herunder voldtægt, menneskehandel med sexslaver og for at have givet ordre til drab på 40.000 mennesker, og blev idømt fængsel på livstid. Han er det første statsoverhoved, der er blevet dømt for krænkelse af menneskerettighederne af et andet lands domstol.